# Kẽm carbonat
Kẽm carbonat là hợp chất vô cơ có công thức ZnCO3. Nó là một chất rắn màu trắng không hòa tan trong nước. Nó tồn tại trong tự nhiên dưới dạng khoáng vật smitsonit. Nó được điều chế bằng cách xử lý dung dịch kẽm sulfat lạnh với kali bicarbonat. Khi nóng lên, nó chuyển thành kẽm carbonat cơ bản (Zn5(CO3)2(OH)6).
Kẽm carbonat có cấu trúc tương tự như calci carbonat (calcit). Kẽm là bát diện và mỗi carbonat được liên kết với sáu trung tâm Zn sao cho các nguyên tử oxy có ba tọa độ.